# Clematis ×jackmanii
Espèce
Classification phylogénétique
La Clématite de Jackmann (Clematis ×jackmanii) est une espèce de plante à fleur de la famille des Ranunculaceae. Elle est venue du Japon vers 1865, et est largement cultivée en Europe. C'est la plus vigoureuse et la plus résistante des clématites à grandes fleurs. Elle fleurit sur les pousses de l'année, de juin à octobre, et a produit un très grand nombre de beaux hybrides, dont les coloris varient du violet au grenat et au blanc

## Variétés et Cultivar
De nombreuses variétés ou cultivars existent à travers le monde,, :
- Clematis ×jackmanii var. Bagatelle Syn. Clematis ×jackmanii var. Dorothy Walton
- Clematis ×jackmanii var. Jenny
- Clematis ×jackmanii var. Perle d'Azur
- Clematis ×jackmanii var. superba]
- Clematis ×jackmanii var. Zojapur, elle est commercialisée sous le nom de Clematis ×jackmanii var. Zojapur|Clématite de Jackman Purpurea ‘Zojapur’

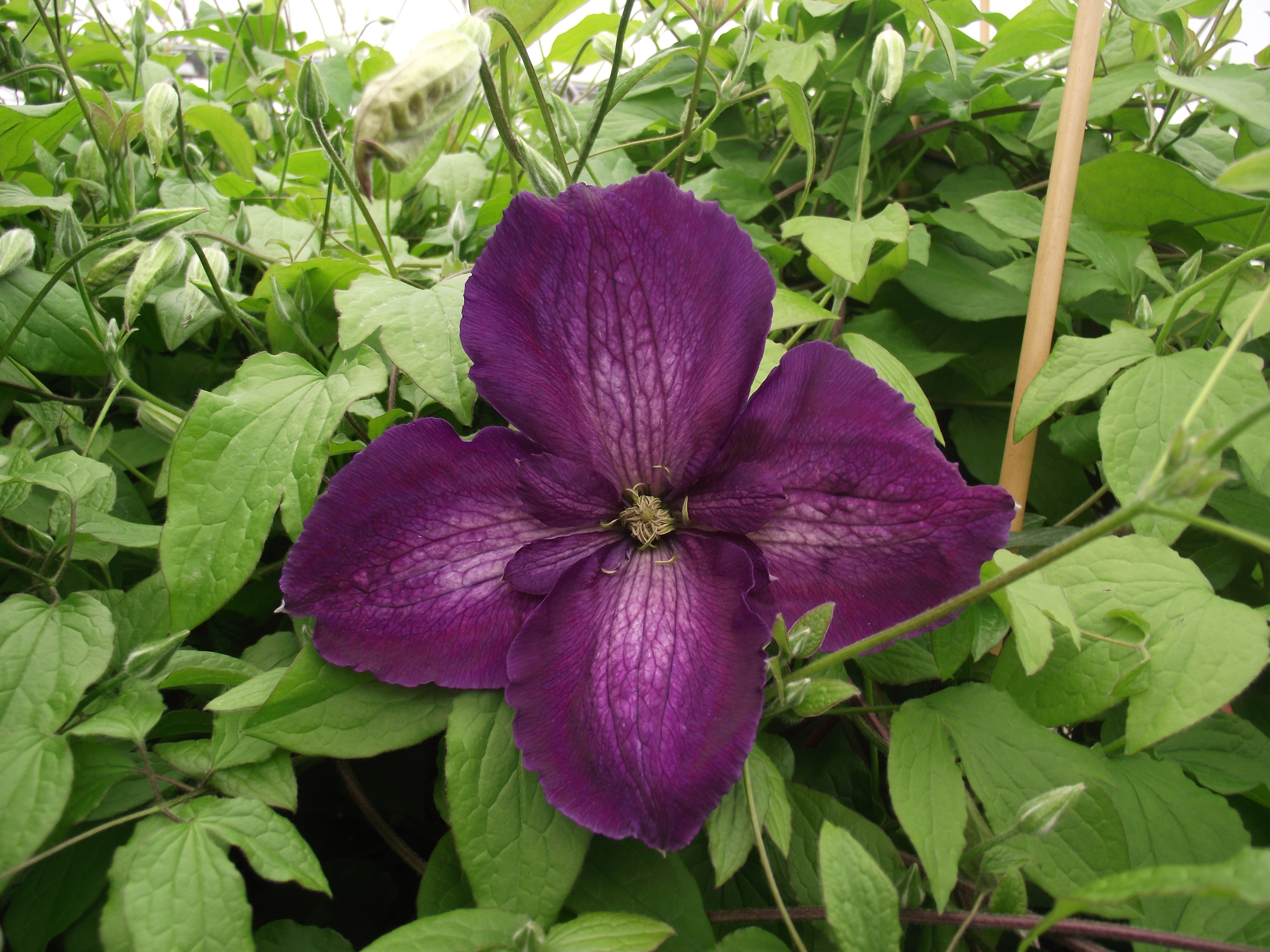
Clematis xjackmanii 'Zojapur'
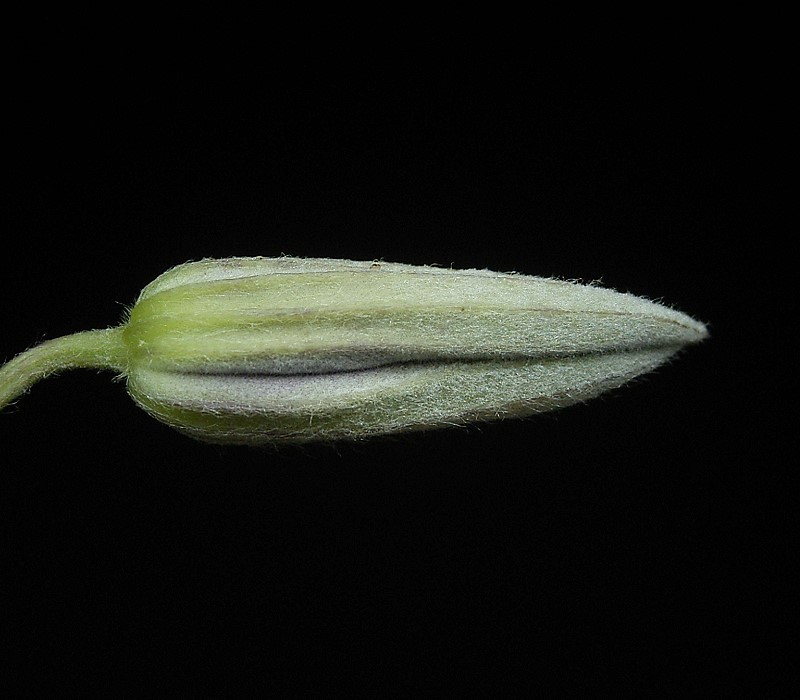
Clematis xjackmanii
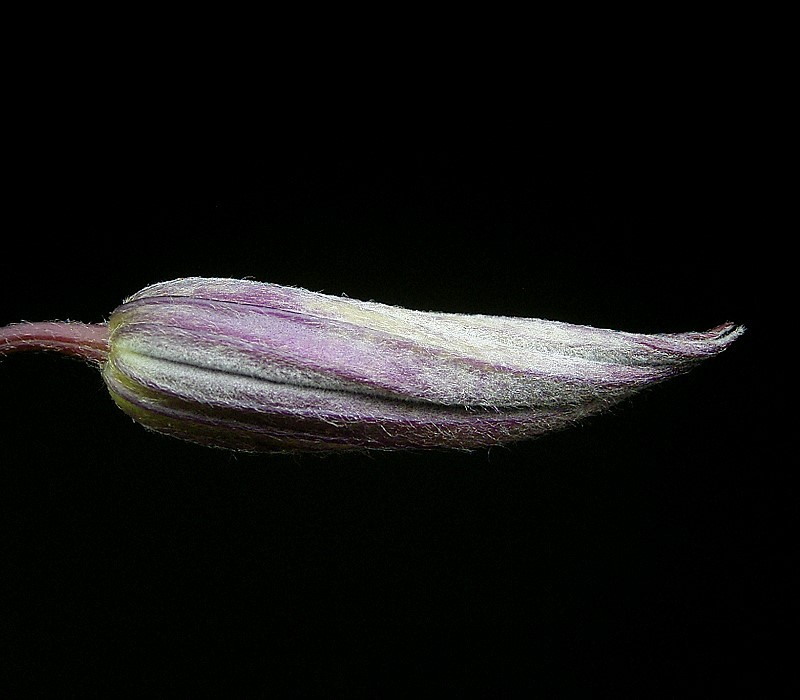
Clematis xjackmanii
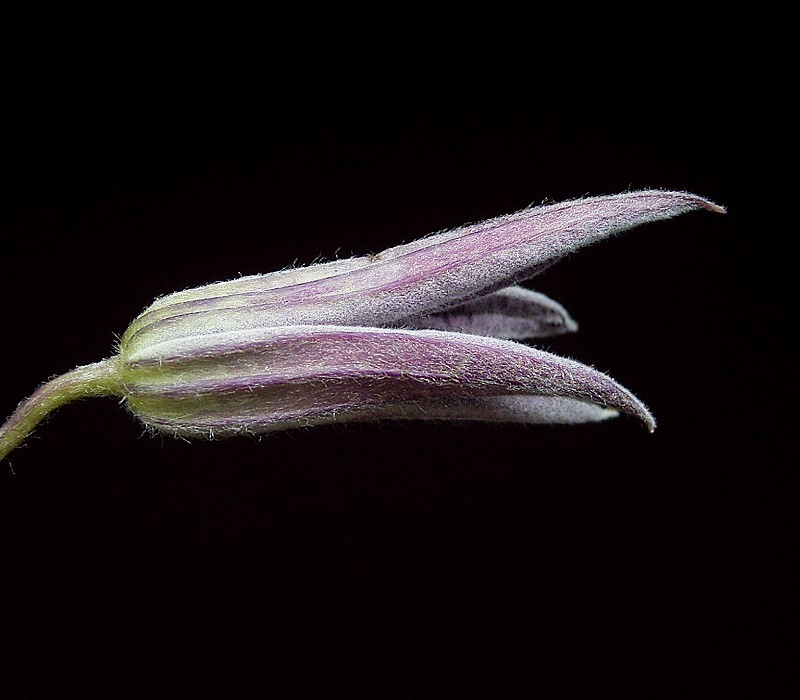
Clematis xjackmanii
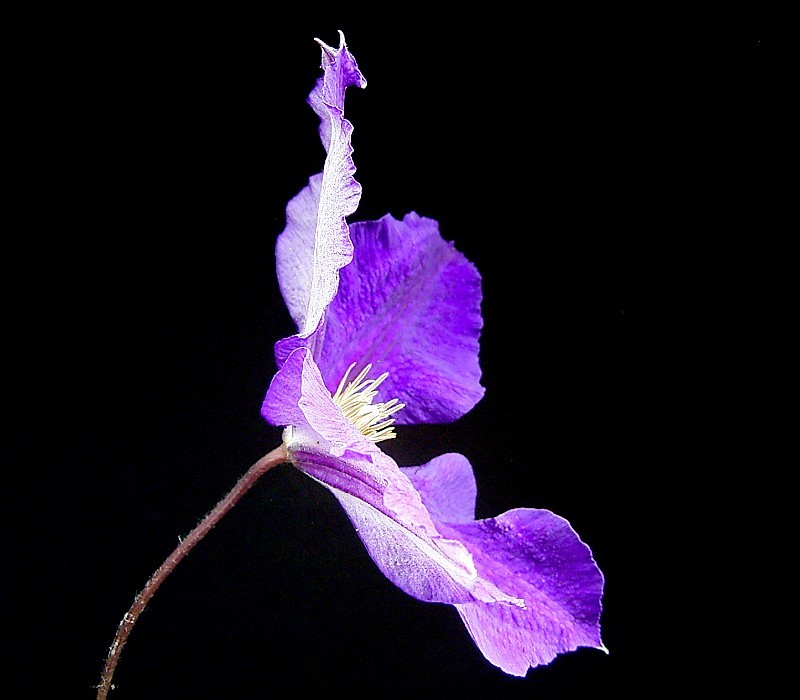
Clematis xjackmanii
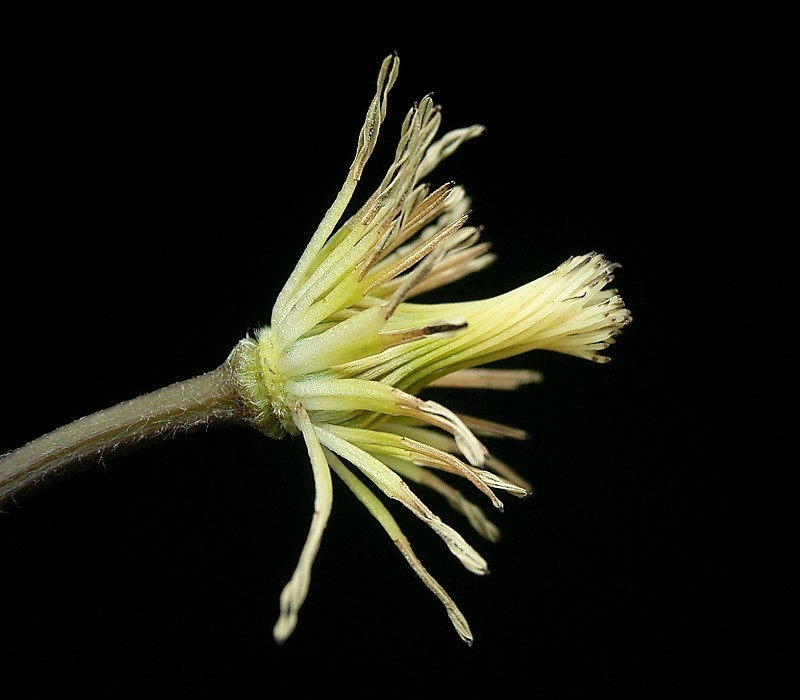
Clematis xjackmanii
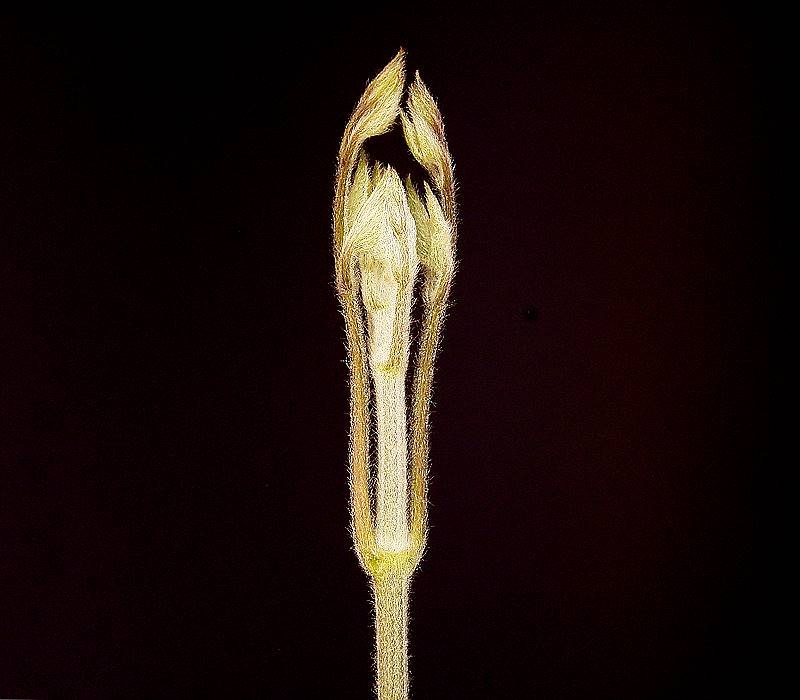
Clematis xjackmanii
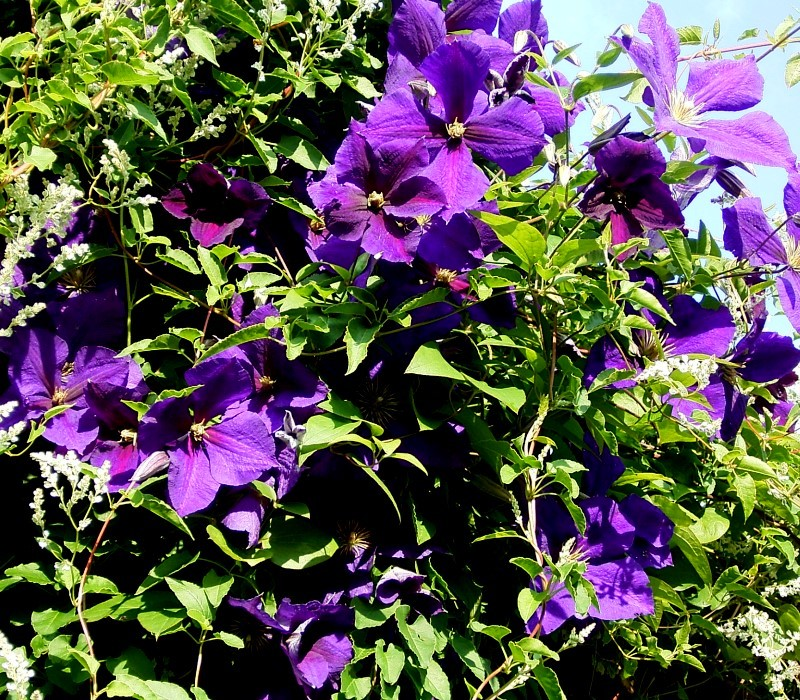
Clematis xjackmanii
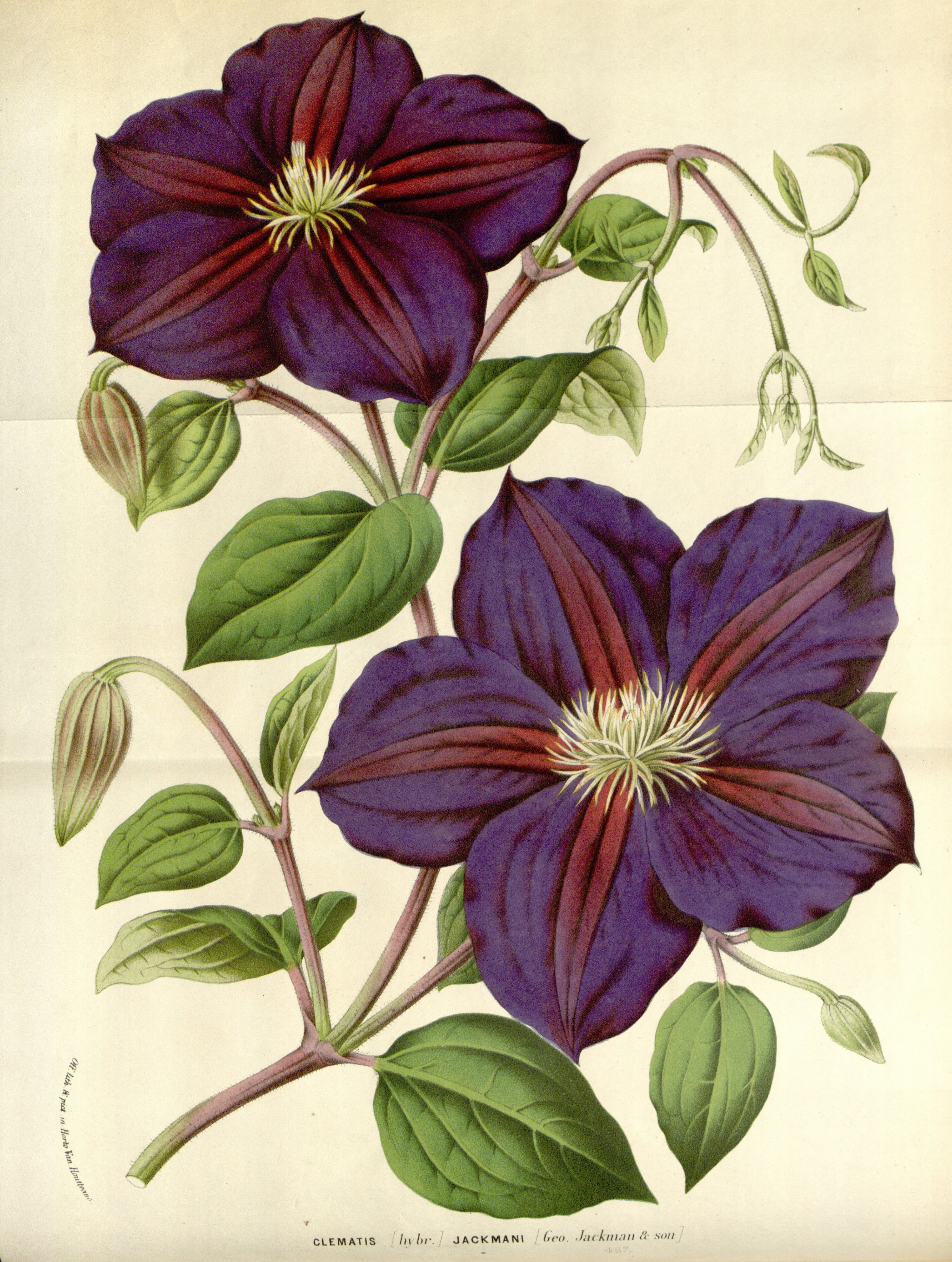
Clematis xjackmanii (Illustration)
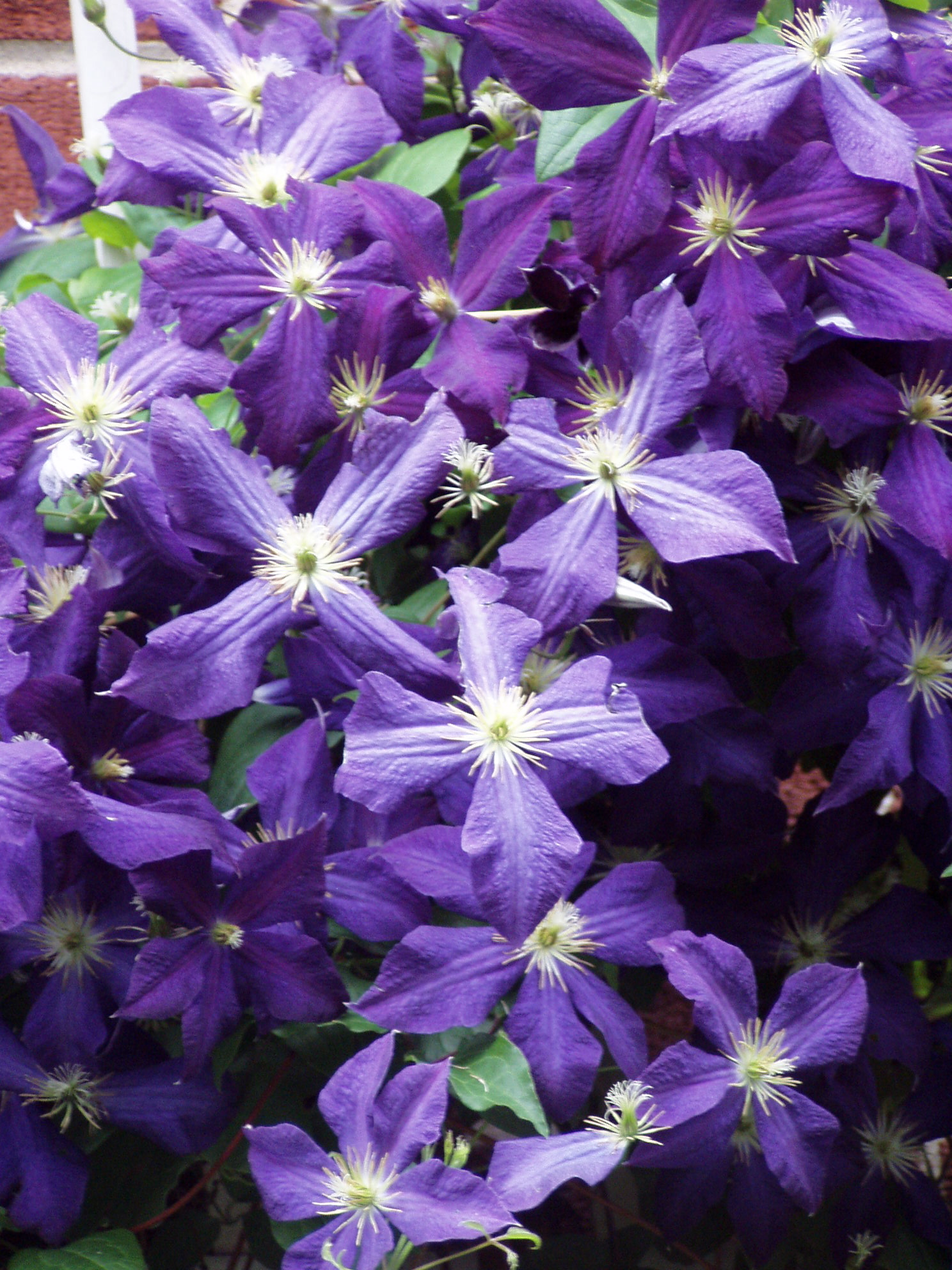
Clematis xjackmanii